# Daniel Unger

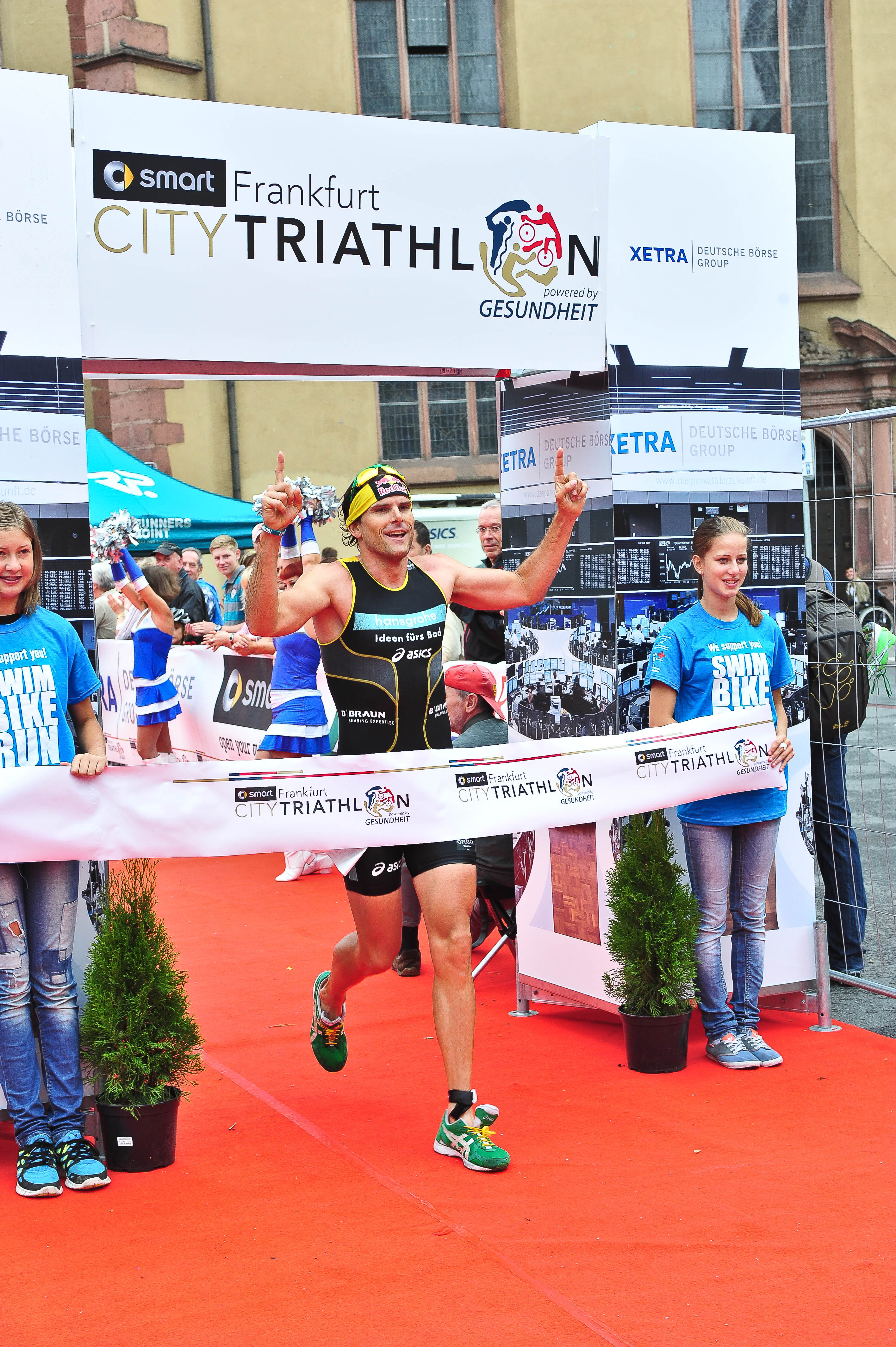
Daniel Unger

Daniel Unger (n. 22 martie 1978, Ravensburg, Republica Federală Germania, Germania) este un triatlonist profesionist german. El este campion mondial la triatlon pe distanță scurtă.

## Cariera sportivă
Între anii 1983 - 2004, Daniel trăiește ca și copil în Mengen, districtul Sigmaringen, din landul Baden-Württemberg. La vârsta de 5 ani este înscris în echipa de fotbal locală, la de 12 ani ia parte la primul concurs local de triatlon, din 290 de concurenți el ajunge pe locul 284. În anul următor va fi antrenat de Hermann Kramer, ca peste un an Daniel Unger, va ajunge campion la triatlon în landul Baden-Württemberg. În anul 1993 este nominalizat pe lista națională a juniorilor germani și va lua parte în același an, la campionatul european de triatlon din Spania.
Primul rezultat notabil pe plan internațional îl are Daniel în anul 1996 la campionatul mondial la juniori din când ajunge printre primii zece pe listă. La Jocurile Olimpice din 2004, în Atena se va califica dar din cauza unei boli febrile, trebuie să se retragă. Din anul 2007 face parte din echipa Hansgrohe, din Schwarzwald. În același an câștigă titlul de campion mondial la competiția de triatlon ITU pe distanță scurtă (1.500 m înot, 40 km ciclism și 10 km maraton) din Hamburg. Cu această victorie s-a calificat pentru Jocurile Olimpice de vară din 2008 în Pekin, unde va ocupa locul 6. Cu puțin mai înainte în august 2008 a ajuns campion național german. Din viața lui privată, după examenul de maturitate Daniel va practica sportul ca militar în Mainz după care va termina o școală tehnică. La un dineu el a promis pritenei sale, că se va căsători cu ea, dacă va avea succes la următoarea competiție internațională de triatlon. Promisiune pe care a respectat-o după ce a câștigat titlul de campion mondial la triatlon, Daniel s-a logodit cu Tina Fink din Altshausen.